# Mene rhombea
Espèce
Mene rhombea est une espèce éteinte de poissons à nageoires rayonnées de la famille des Menidae dont toutes les espèces sont fossiles à l'exception du poisson-lune Mene maculata.

## Datation
Mene rhombea a vécu dans les lagons tropicaux de l'océan Téthys, précurseur de la Méditerranée, au cours de l' Yprésien (Éocène inférieur), il y a environ entre 50,5 et 48,5 Ma (millions d'années),. Les plus beaux spécimens proviennent du site paléontologique et des niveaux de Lagerstätten du Monte Bolca en Vénétie (Italie). 

## Description
Mene rhombea a un corps comprimé latéralement et de très longues et très pointues nageoires pelviennes. Sa nageoire caudale a une forme triangulaire. Sa bouche tournée vers le haut, analogue à celle de l'espèce actuelle Mene maculata, permet de le considérer comme un planctivore vivant dans des eaux tropicales. Au Monte Bolca, on le trouve avec son proche parent : Mene oblonga.

## Galerie

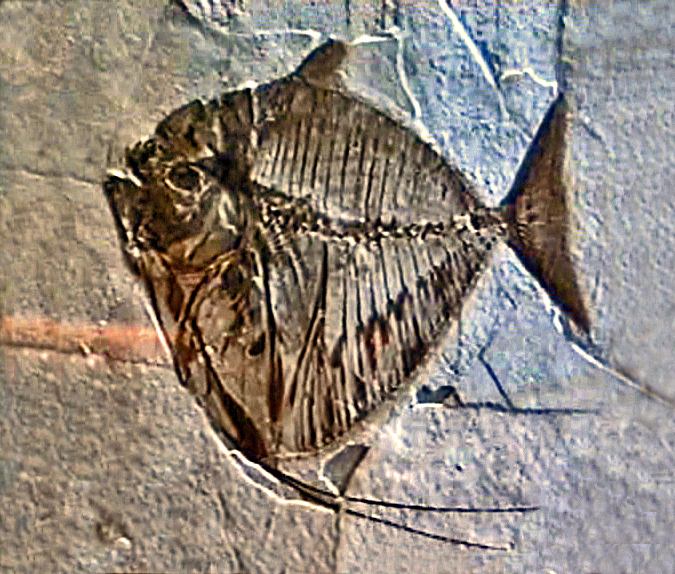
Mene rhombea du Monte Bolca, au Naturhistorisches Museum de Vienne (Autriche).
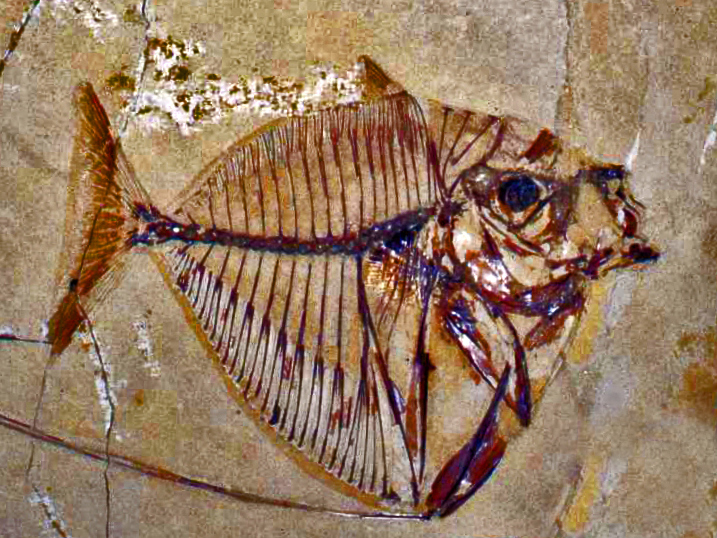
Mene rhombea du Monte Bolca.